# والمادررا
والمادررا (به ایتالیایی: Valmadrera) یک منطقهٔ مسکونی در ایتالیا است که در استان لکو واقع شده‌است.

## خصوصیات
والمادررا ۱۲٫۵۶ کیلومترمربع مساحت و ۱۱٬۵۴۲ نفر جمعیت دارد و ۲۳۷ متر بالاتر از سطح دریا واقع شده‌است.